# برزشاپور
بُرزشاپور (پارسی میانه: Burz-Shābuhr) یا شاپور (پارسی میانه: Shābuhr)، یکی از نجیب‌زادگان ساسانی در پایان سده سوم میلادی در زمان حکومت نرسه بود.

## زندگی
برزشاپور در سال ۲۹۷/۲۹۹ میلادی در زمان انعقاد عهدنامه نصیبین به گفته پطرس پاتریسی در کنار افربن نماینده ایران در برابر سیکوریوس پروبوس رومی بود. بر اساس این گزارش وی یک ارگ‌بد بود.
برزشاپور ممکن است با شاپور ارگبدی که از او در سنگ‌نوشته پایکولی یاد شده، یکسان باشد. یک متن مانوی نیز به شاپوری اشاره می‌کند که تا زمان مرگ نرسه در سال ۳۰۲ در خدمت او بوده است. این شواهد نشان می‌دهد که احتمالاً همه این شخصیت‌ها در واقع یک نفر بوده‌اند.